# Bullhead (album)
Pour les articles homonymes, voir Bullhead.
Albums de Melvins
Your Choice Live Series Vol.12
(1991) Eggnog
(1991)
Bullhead est un album des Melvins sorti en 1991 chez Boner Records. Cet album marque un tournant important car c'est le premier du groupe dans lequel les chansons commencent à avoir une durée relativement importante. Auparavant, elles excédaient rarement 2 ou 3 minutes.
Le groupe de drone doom japonais Boris a tiré son nom du premier titre de cet album.

## Pistes
1. Boris (Osborne) – 8 min 34 s
2. Anaconda (Osborne) – 2 min 23 s
3. Ligature (Osborne) – 3 min 49 s
4. It's Shoved (Osborne) – 2 min 35 s
5. Zodiac (Osborne) – 4 min 14 s
6. If I Had An Exorcism (Osborne) – 3 min 07 s
7. Your Blessened (Osborne) – 5 min 39 s
8. Cow (Osborne) – 4 min 31 s

## Personnel
- Dale - Batterie
- Buzz - Guitare, chant
- Lorax - Basse
- Jonathan Burnside - Production

## Sources
- (en) Cet article est partiellement ou en totalité issu de l’article de Wikipédia en anglais intitulé « Bullhead (album) » (voir la liste des auteurs).